# Thiago Quirino
Thiago Quirino (Belo Horizonte, 4 januari 1985) is een Braziliaans voetballer.

## Carrière
Thiago Quirino speelde tussen 2003 en 2012 voor Atlético Mineiro, Djurgårdens IF, Consadole Sapporo en Daegu FC. Hij tekende in 2012 bij Shonan Bellmare.